# Sous-main

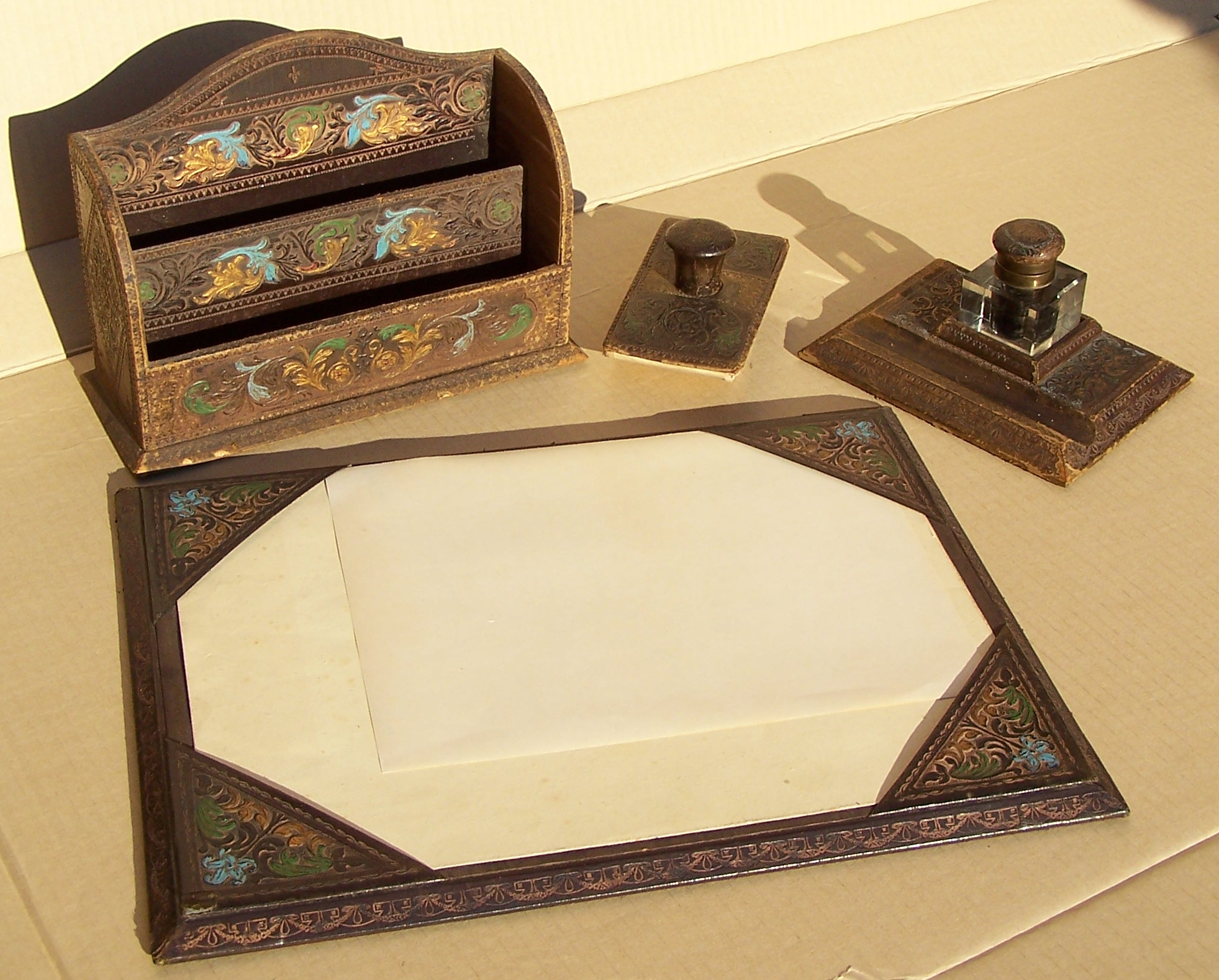
Accessoires de bureau (début du XXe siècle) : porte-courrier, tampon buvard, encrier et sous-main.

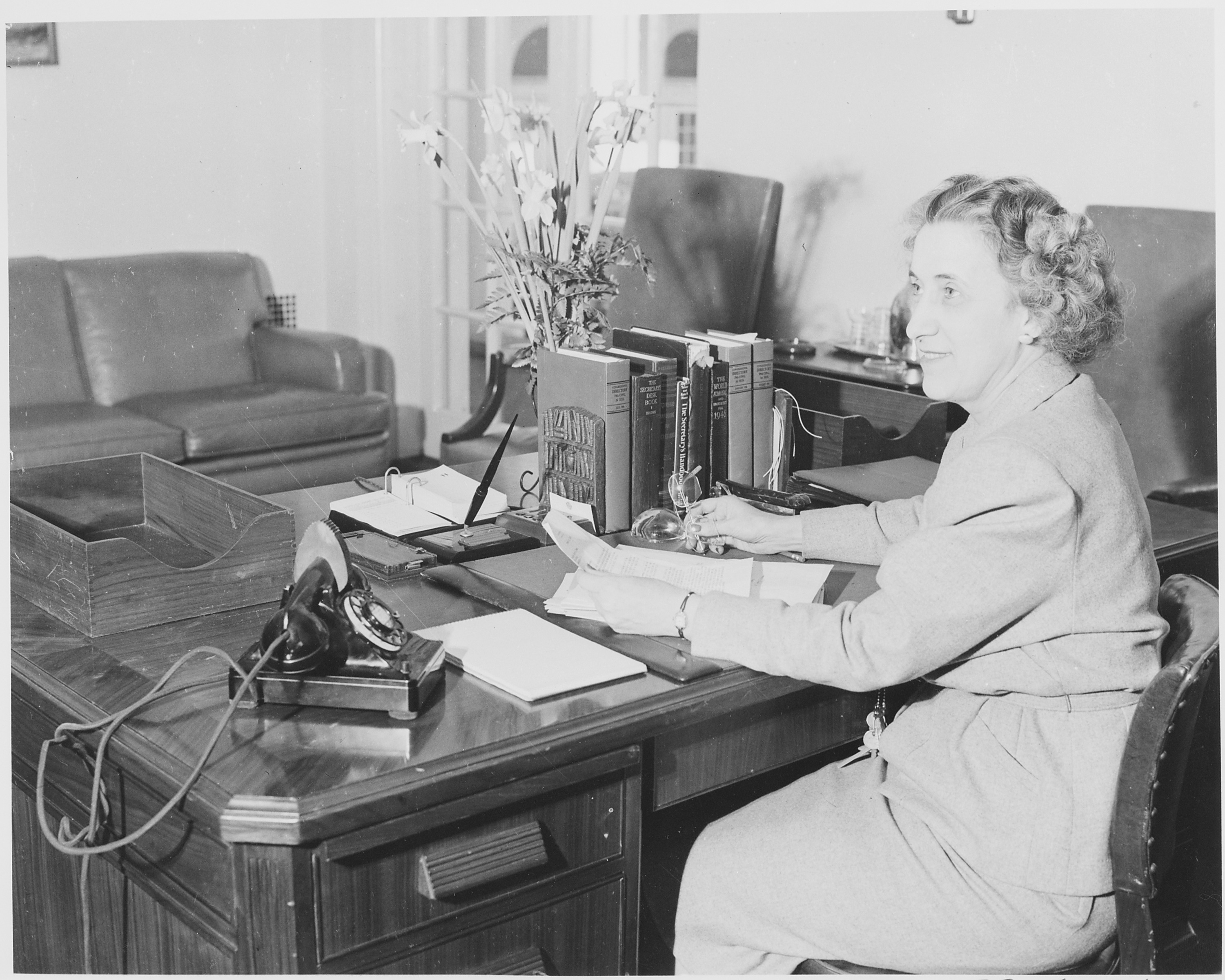
Rose Conway, secrétaire du président Truman ; ses deux mains sont posées sur son sous-main
(photo de 1947).

Un sous-main est une plaque de carton, de cuir ou de matière plastique, un buvard, ou un bloc de feuilles grand format, posé sur un bureau ou une table et destiné à protéger le meuble lors de travaux tels que l'écriture, le dessin, la peinture ou le découpage.

## Description
Il existe des sous-mains en matériau plus épais que du carton ou un simple buvard (souvent en matière plastique et quelquefois en cuir) et plus élaborés (notamment personnalisés et de toutes les formes) qui servent également à contenir quelques éléments servant à l'écriture (papier, buvard, stylo) et permettent de protéger le plan de travail.
Un sous-main de coupe (ou de découpage) est conçu pour protéger le bureau des entailles faites par un stylet.
Les sous-mains sont souvent des produits promotionnels offerts par des entreprises (fournisseurs d'articles de papeterie, banque, société d'assurance, mutuelle, etc.), généralement marqués d'un logo, d'informations de contact et d'informations sur le produit ou le service, et souvent d'un calendrier.

## Définition
Le Dictionnaire Larousse définit le sous-main comme un « grand carré de carton, de buvard, qu'on place sur un bureau ». 
Le CNTRL définit le sous-main comme un accessoire de bureau en carton, cuir ou matière plastique) « qui sert de support à la feuille de papier sur laquelle on écrit » mais aussi comme un grand portefeuille dans lequel « on peut ranger des papiers ».

## Terme dérivé
« Agir », « œuvrer » ou « travailler en sous-main », signifie que la ou les personnes concernées agissent de façon secrète, voire en cachette,.
La presse définit souvent cette action de façon très[Combien ?] métaphorique comme celle d'un « homme de l'ombre », une « éminence grise » qui « tire les ficelles ». Ce terme est souvent utilisé dans le monde des affaires ou de la politique pour désigner des actes officieux ou indélicats.